# Pozzaglio ed Uniti
Pozzaglio ed Uniti é uma comuna italiana da região da Lombardia, província de Cremona, com cerca de 1.202 habitantes. Estende-se por uma área de 20 km², tendo uma densidade populacional de 60 hab/km². Faz fronteira com Casalbuttano ed Uniti, Castelverde, Corte de' Frati, Olmeneta, Persico Dosimo, Robecco d'Oglio.

## Demografia
| Variação demográfica do município entre 1861 e 2011                               |
|                                                                                   |
| Fonte: Istituto Nazionale di Statistica (ISTAT) - Elaboração gráfica da Wikipedia |